# Армійська група «Велер»
Армі́йська гру́па «Велер» (нім. Armeegruppe Wöhler) — оперативне об'єднання Вермахту, армійська група в роки Другої світової війни.

## Райони бойових дій
- СРСР (південний напрямок) (Україна, Молдова) (26 березня — 24 серпня 1944);
- Угорщина (3 жовтня — 16 грудня).

## Командування

### Командувачі
- Генерал від інфантерії Отто Велер (нім. Otto Wöhler) (26 березня 1944 — 24 серпня 1944 та 3 жовтня — 16 грудня 1944);

## Бойовий склад армійської групи «Велер»
Формування управління, забезпечення та підтримки
- 310-те головне артилерійське командування (Höherer Arko 310);
- 558-ма комендатура тилу (Korück 558);
- 526-те командування армійських частин постачання (Kommandeur Armee-Nachschub-Truppen 526);
- 531-ше армійське управління постачання (Armee-Nachschubführer 531).

26 березня 1944
- 8-ма армія (8. Armee);
- 4-та румунська армія (Armata a 4-a Română).

19 серпня 1944
- 8-ма армія;
- 4-та румунська армія;
- 17-й армійський корпус (XVII. Armee-Korps);
- 20-та танкова дивізія (20. Panzer-Division);
- 3-тя гірсько-піхотна дивізія (3. Gebirgs-Division);
- 8-ма легка піхотна дивізія (8. leichte Infanterie-Division);
- 8-ма піхотна дивізія (Румунія) (18. rumänische Gebirgs-Division);
- 18-та гірсько-піхотна дивізія (Румунія) (8. Infanterie-Division (rum.);
- моторизована дивізія «Велика Румунія» (Румунія).

3 жовтня 1944
- 8-ма армія;
- 2-га угорська армія (2.ung.Armee (ung.AOK 2).

21 жовтня 1944
- 8-ма армія;
- 1-ша угорська армія (1.ung.Armee (ung.AOK 1).

21 жовтня 1944
- 8-ма армія;
- 1-ша угорська армія;
- 29-й армійський корпус (XXIX. Armee-Korps);
- 9-й армійський корпус (Угорщина) (IX. ungarisches Korps);
- 9-та гірсько-піхотна бригада (Угорщина) (9. ungarische Grenz-Jäger-Brigade).